# Yinshania zayuensis
Yinshania zayuensis är en korsblommig växtart som beskrevs av Yu Hua Zhang. Yinshania zayuensis ingår i släktet Yinshania och familjen korsblommiga växter. Inga underarter finns listade i Catalogue of Life.